# Ferrovia Santhià-Biella
La ferrovia Santhià-Biella è una linea ferroviaria regionale del Piemonte che collega Biella al nodo ferroviario regionale di Santhià per Torino, correndo prevalentemente nel territorio biellese.

## Storia

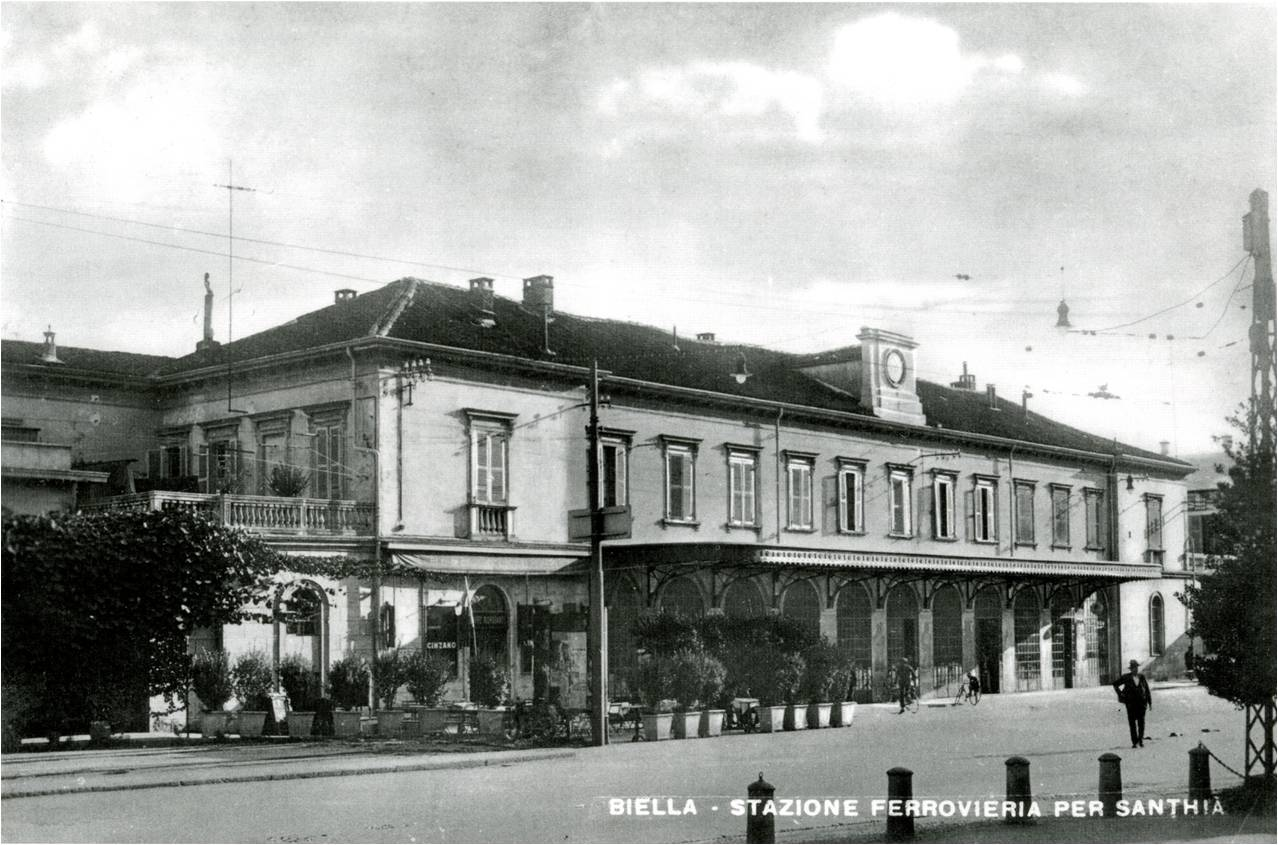
L'ex stazione di Biella p.zza Vittorio, capolinea della Biella-Santhià

I lavori per la costruzione della linea iniziarono nel 1855, eseguiti da Strade Ferrate di Biella S.A. di Celestino Ferroggio ed Andrea Crida. L'8 settembre 1856 la linea, costata 5 milioni di lire e progettata da Savino Realis, venne inaugurata, alla presenza del Ministro dei Lavori Pubblici Pietro Paleocapa, che "era giunto da Torino a Biella, insieme ad altre autorità, a bordo di un convoglio speciale". La SFB però decise di affidare l'esercizio della linea a Società Vittorio Emanuele. Nel 1863 però la società cedette le linee ferroviarie piemontesi e lo Stato Italiano fino al 1865 ne assunse la gestione. Poi la linea passò a Società per le Ferrovie dell'Alta Italia ma nel 1883 divenne di Società Ferrovie del Ticino (SFT).
Il 1º luglio 1909 cessò l'esercizio della SFT, sostituita dalla Società Anonima della Strada Ferrata di Biella (SFB); essa lo mantenne fino al 1951 quando passa a Ferrovie dello Stato poiché il 10 luglio dello stesso anno scadeva la concessione che era stata stipulata 97 anni prima tra la SFB e il Ministero dei LL.PP.

### L'esercizio di stato
Il 10 luglio 1951, con la scadenza della concessione alla Società Strade Ferrate di Biella (SFB), la linea venne incorporata nella rete statale e l'esercizio fu assunto dalle Ferrovie dello Stato.
Nel 1956 iniziarono i lavori per la costruzione di una variante di tracciato tra Candelo e Biella, per unire la ferrovia alla stazione di Biella San Paolo, capolinea della Biella-Novara (inaugurata nel 1939). Fu deciso di accorpare le due linee per avere un punto di gestione comune da un'unica stazione, rendendo possibile l'interscambio dei convogli e un miglioramento al servizio urbanistico. Il 23 febbraio 1958 la variante fu inaugurata e la stazione di Biella Piazza Vittorio Veneto (in cui aveva origine la Biella-Santhià) venne dunque dismessa e smantellata.
Nel 1979 le FS effettuarono i lavori di rinnovo dell'armamento, sostituendo le vecchie rotaie da 37 kg con quelle nuove da 50 kg al metro, allacciate su traverse in cemento armato precompresso al posto di quelle vecchie in legno per permettere il transito di convogli merci più pesanti e diminuire i tempi di percorrenza, portando la velocità di linea a 130 km/h in rango B e a 120 km/h in rango A. I lavori durarono 8 mesi, durante il quale le stazioni intermedie della linea vennero declassate a fermate, mantenendo in opera solo il binario di corsa, ad eccezione di Salussola che rimase l'unica stazione d'incrocio e vide nel 1992 l'installazione dell'Apparato Centrale Elettrico a pulsanti d'Itinerario. Nel gennaio 1981 venne realizzato un raccordo merci con la ditta di trasporti Saima Avandero presso la stazione di Candelo, che fu utilizzato dal 1986 fino al 2006 e in seguito smantellato.
All'inizio degli anni duemila, la gestione della linea passò a Rete Ferroviaria Italiana.

### Elettrificazione

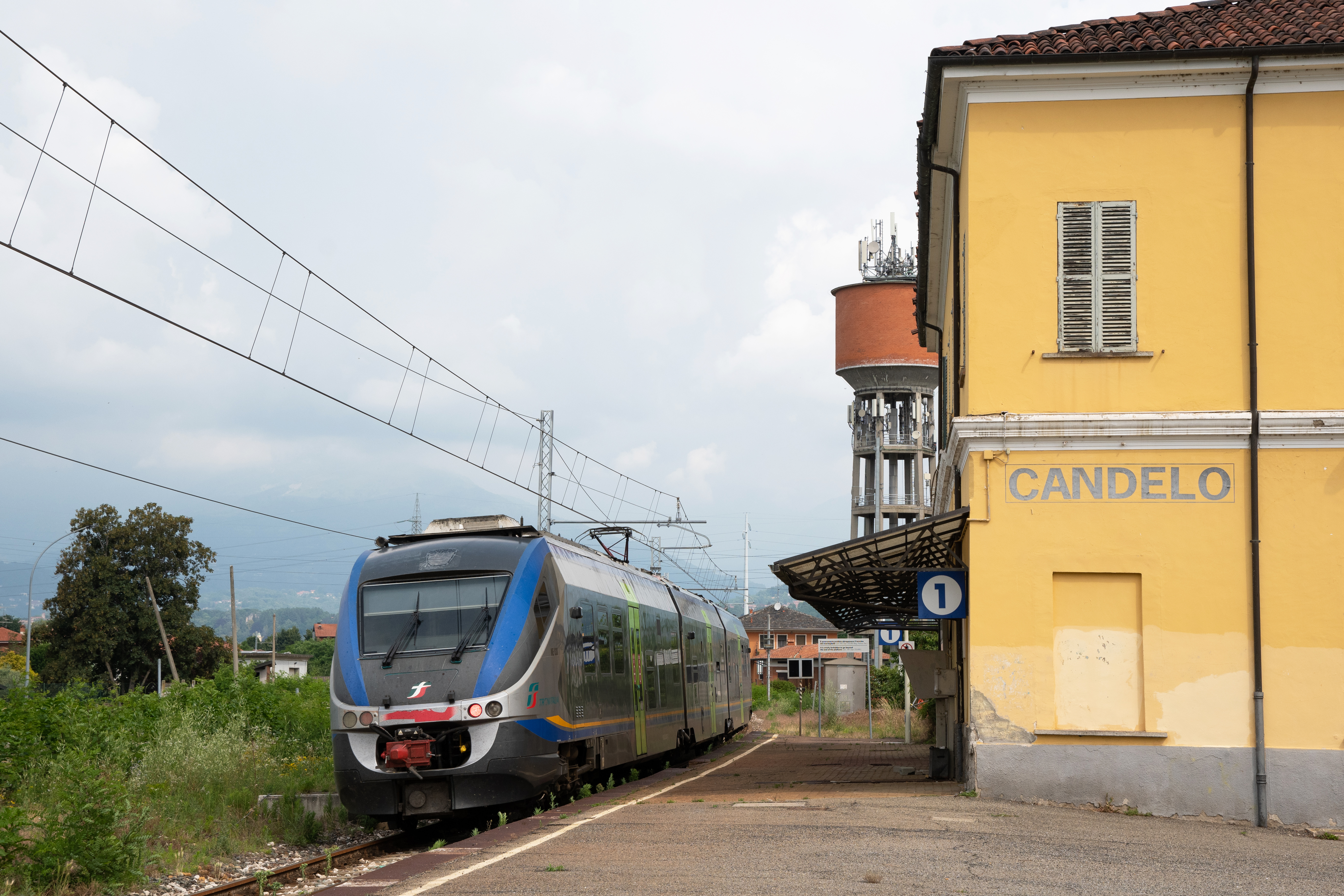
Corsa prova con un Minuetto elettrico a Candelo

Da alcuni anni il capoluogo biellese si trova ad affrontare una serie di problemi legati al trasporto pubblico, uno dei quali è l'isolamento dovuto alla cancellazione di alcune relazioni dirette verso le località come Torino e Milano; ai continui disservizi causati da ritardi, mancate coincidenze, guasti, oltre alle carenti condizioni di sicurezza sulle linee ferroviarie. A penalizzare i pendolari è stata in particolar modo la soppressione della relazione diretta Biella-Torino per il divieto di circolazione dei treni diesel nella stazione di Torino Porta Susa, rendendo inevitabile il cambio a Santhià.
Dopo una lunga serie di dibattiti sul futuro del trasporto ferroviario nel biellese, ad inizio anno 2016 enti privati, Regione e comuni si sono uniti per finanziare un progetto essenziale per giungere all'elettrificazione della Biella-Santhià; oltre ad individuare le opere necessarie per migliorare il restante tratto verso Novara. Tale progetto è stato firmato il 20 maggio 2016, con l'impegno delle aziende firmatarie a versare la propria quota per coprire il costo di 150.000 €. A fine anno sono stati stanziati dalla Regione 27 milioni di euro per avviare un programma di lavori su base triennale per l'ammodernamento e la messa in sicurezza di entrambe le linee ferroviarie. Tali lavori sono iniziati a partire dal 20 marzo 2017 e riguardano alla sostituzione della massicciata, al rinnovo dell'armamento e alla prevenzione per il dissesto idrogeologico.
Il 24 marzo 2017, il progetto inerente all'elettrificazione curato dalla ditta Sintagma è stato concluso e consegnato agli enti firmatari, che a loro volta hanno provveduto a mandarlo in Regione a cui spetta il compito di reperire i fondi necessari per giungere all'opera definita, il cui costo ammonta a 9,5 milioni di euro. Nel giugno 2017 viene comunicato dalla Regione Piemonte il completo finanziamento del progetto di elettrificazione.
Il 14 gennaio 2018, durante un summit tenutosi a Biella, sono stati comunicati i tempi di realizzazione del progetto che avrebbe dovuto portare all'apertura del cantiere da novembre 2018 fino a novembre 2019, prevedendo il debutto dei primi convogli elettrici da dicembre 2019 (successivamente al cambio orario). Per non creare disagio alla circolazione è stato deciso di svolgere i lavori in notturna, a parte un intervento su un ponte delle vicinanze di Sandigliano che richiede la chiusura della linea per qualche settimana.
In attesa dei lavori è stato presentato un piano orario post-elettrificazione: prevede una dozzina di coppie di treni diretti per Torino e Milano che abbracceranno l’intera giornata.
A causa dei rallentamenti burocratici a livello ministeriale hanno fatto slittare più volte i lavori, causando un forte ritardo all'avvio dei cantieri, a causa dell'inserimento del progetto dell'elettrificazione nel contratto di programma RFI 2017-2021 avvenuto nell'ottobre del 2018, la seguente approvazione di esso da parte del governo il 7 marzo 2019 e lo stanziamento dei soldi al comparto RFI di Torino effettuato a novembre dello stesso anno.
A metà giugno 2020 sono stati depositati i tralicci nelle stazioni di Biella e Santhià, confermando la partenza dei lavori a luglio 2020, con durata prevista di un anno. il 6 novembre è iniziata la posa dei primi pali nella stazione di Biella San Paolo. Completata la palificazione, a fine settembre 2021 è iniziata la posa dei cavi di trazione nel primo tratto da Santhià verso Salussola e al 13 ottobre l'elettrificazione ha raggiunto il ponte sull'Elvo (oltre Salussola). Nel frattempo è stato sostituito il vecchio sistema di controllo SSC (Sistema di Supporto alla Condotta del macchinista), con il moderno SCMT (Sistema Controllo Marcia Treno), necessario per la circolazione dei treni elettrici, entrato in funzione dal 3 ottobre. La tesatura dei cavi si è conclusa nella stazione di Biella S. Paolo verso la fine di novembre, portando così al termine i lavori, realizzati dall'impresa Sifel. Da gennaio 2022 era iniziata la programmazione delle corse dirette Biella-Torino, mentre si attendeva la certificazione dell'ANSFISA per la messa in esercizio dell'opera, con tempo massimo previsto entro a maggio (secondo le dichiarazioni rilasciate dall'assessore regionale ai trasporti Marco Gabusi su ReteBiella TV).
Il 5 giugno sono state testate le prime corse a trazione elettrica con un Minuetto, mentre la linea aerea risulta in tensione dal 1º giugno. Con l'entrata in vigore del nuovo orario estivo, dal 12 giugno è iniziato il servizio a trazione elettrica.
Dal 12 settembre 2022 è partito il nuovo servizio diretto Biella-Torino con destinazione a Lingotto, ripristinando così il vecchio collegamento, originariamente attestato alla stazione di Porta Nuova.

## Caratteristiche
| Unknown route-map component "d" |  | Unknown route-map component "STR+l" | Unknown route-map component "dCONTfq" |

|  | Station on track |

| Unknown route-map component "dvCONTgq" | Unknown route-map component "SPLeq" | Unknown route-map component "ABZgr" | Unknown route-map component "d" |

|  | Small bridge over water |

| Unknown route-map component "d" | Unknown route-map component "CONTgq" | Unknown route-map component "KRZu" | Unknown route-map component "d" + Unknown route-map component "CONTfq" |

|  | Unknown route-map component "SKRZ-Au" |

|  | Small bridge over water |

|  | Unknown route-map component "eBHF" |

|  | Station on track |

|  | Small bridge over water |

|  | Unknown route-map component "HSTeBHF" |

|  | Unknown route-map component "HSTeBHF" |

|  | Unknown route-map component "HSTeBHF" |

|  | Unknown route-map component "uexCONTgq" | Unknown route-map component "emKRZ" | Unknown route-map component "uexCONTfq" |

| Unknown route-map component "KRW+l" | Unknown route-map component "xKRWgr" |

| Straight track | Unknown route-map component "exKBHFe" |

| Station on track |

| Continuation forward |

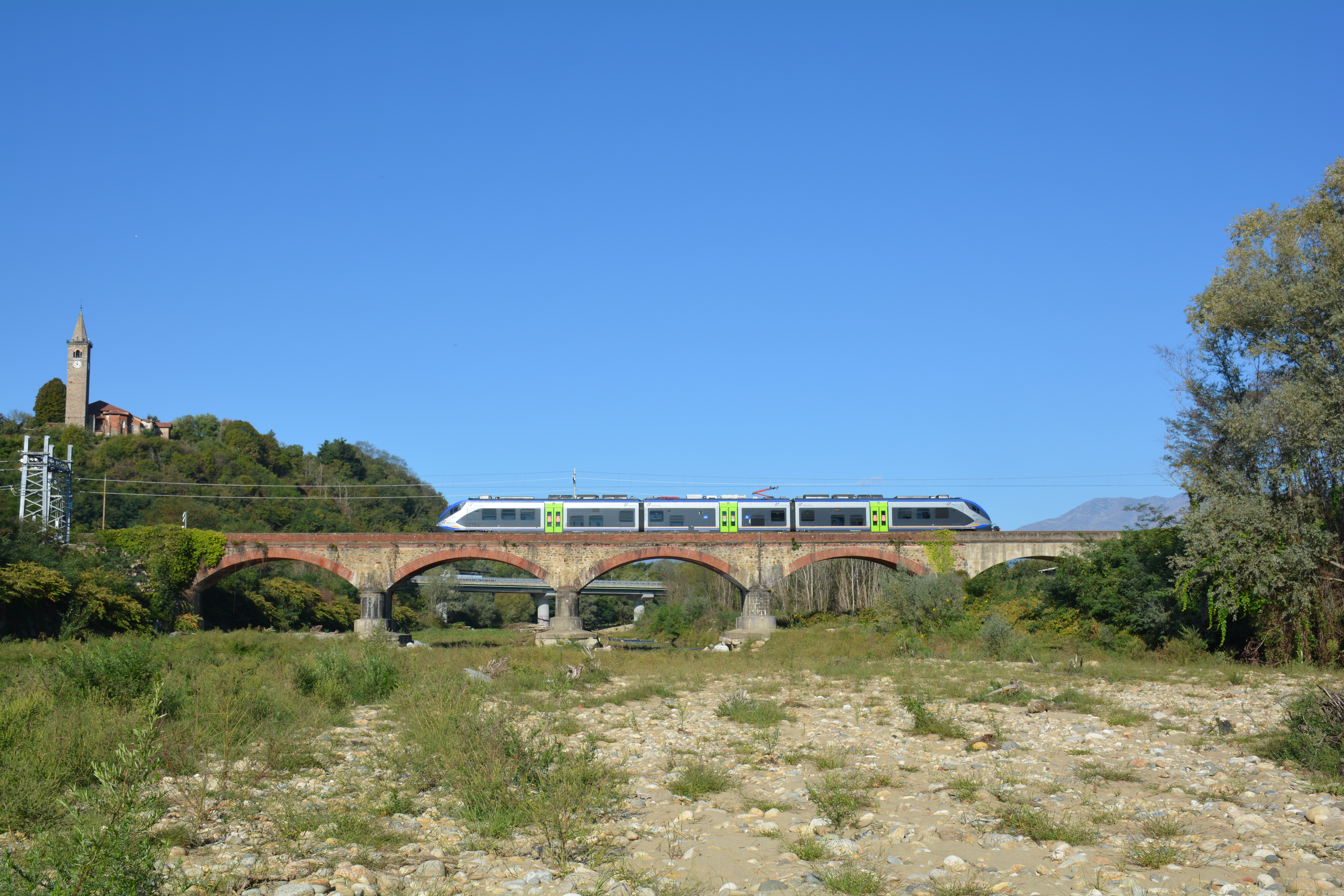
Il ponte ferroviario sul torrente Elvo

La linea è una ferrovia a binario unico elettrificata a corrente continua da 3000 V e ordinario lunga complessivamente 27 chilometri. Il gestore RFI la qualifica come "linea complementare".
A seguito dei provvedimenti di “semplificazione” adottati negli anni novanta, l'unica stazione che costituisce un punto di scambio è quella di Salussola, che dispone di due binari. I treni possono raggiungere la velocità massima di 130 km/h.

### Percorso
Partendo da Santhià, la ferrovia si dirama sulla sinistra verso nord dalle linee Santhià-Arona (sospesa al traffico dal 2012) e Torino-Milano, addentrandosi lungo un percorso situato tra risaie, campi di coltivazione e trincee.
Nel tratto da Santhià a Salussola, la linea attraversa due volte il canale Depretis, sottopassa i cavalcavia su cui scorrono la ferrovia ad alta velocità della Torino-Milano e l'autostrada A4, lungo un percorso in gran parte rettilineo.
Superata la stazione di Salussola, la linea attraversa il torrente Elvo, costeggiando il paese sulla sinistra. Da Salussola a Biella, Il percorso prosegue lungo i vari paesi, tra cui Vergnasco, Sandigliano e Candelo (su cui è situata una fermata), fino alla stazione di Biella San Paolo, dove la linea prosegue per Novara.

## Traffico
La linea ferroviaria è servita dai treni regionali svolti da Trenitalia nell'ambito del contratto di servizio stipulato con la Regione Piemonte. Dal 12 settembre 2022 sono stati ripristinati i collegamenti diretti verso Torino, attestati alla stazione di Torino Lingotto.
Fino a dicembre 2011, la linea era servita da collegamenti diretti feriali con la stazione di Torino Porta Nuova. Tale servizio fu soppresso a causa del divieto di circolazione dei treni diesel nella stazione sotterranea di Torino Porta Susa. Dal 15 dicembre 2013 è stato soppresso il collegamento diretto con la località di Pavia (via Biella San Paolo), effettuato domenica sera all'andata e venerdì pomeriggio al ritorno. Con l'orario estivo entrato in vigore il 14 giugno 2015, fu soppressa anche la relazione diretta con Novara (anch'essa via Biella S. Paolo), riducendo la linea ad un ruolo esclusivamente locale.

## Materiale rotabile

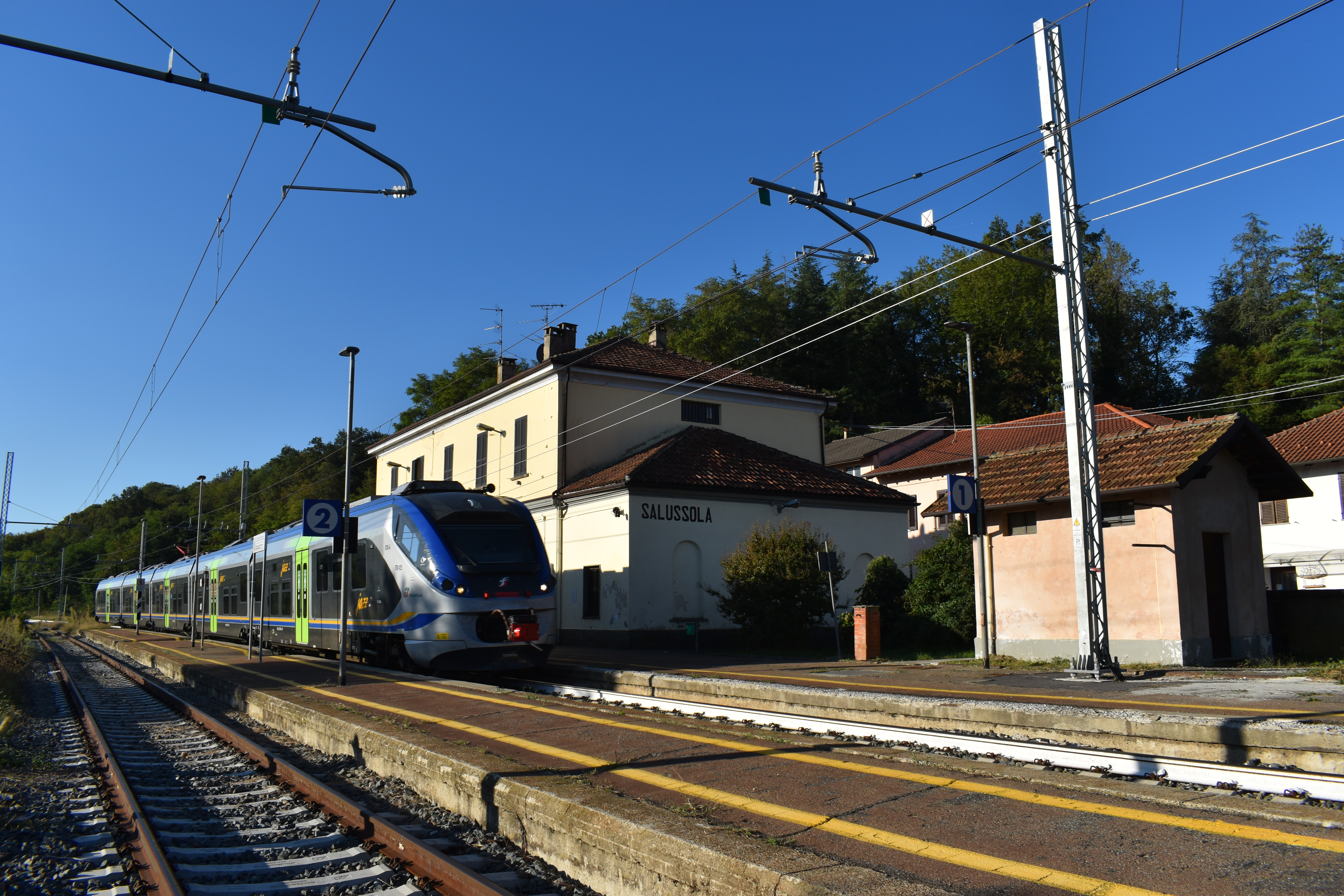
Jazz in transito a Salussola

Dal 2005 sono stati introdotti i primi treni Minuetto diesel, che con l'avanzare del tempo hanno sostituito le ALn 663.
In seguito all'elettrificazione attivata nel 2022, i Minuetto elettrici hanno sostituito quelli diesel e successivamente sono entrati in circolazione i treni Jazz a 5 carrozze per i nuovi collegamenti diretti Biella San Paolo-Torino Lingotto.
Fino al 2011, la relazione diretta Biella San Paolo-Torino Porta Nuova, venivano usati complessi di locomotori D445 con carrozze MDVC e MDVE.
Fra i rotabili di altre imprese figura l'automotrice immatricolata FTN AUTO 40.001 ex ALn 40 FS, noleggiata nel secondo dopoguerra dalla ferrovia Canavesana.
In seguito all'accantonamento dell'ALn 772, sulla linea entrarono in azione le automotrici ALn 668.1500 di costruzione Breda, che ripresero a viaggiare fra Biella e Novara anche alla riapertura della linea del 1992.
Fra i primi atti consentiti agli enti locali in conseguenza del nuovo quadro normativo che derivava dalla riforma delle ferrovie allora in atto, la neocostituita provincia di Biella finanziò nel 1999 la revisione di quattro ALn 668.1500, che vennero rimotorizzate, e due ALn 668.3100, tutte dotate di impianto di climatizzazione, allora non diffuso su questo tipo di rotabili. Con il progressivo accantonamento delle "668" delle serie più datate queste vennero via via sostituite con esemplari più moderni del medesimo gruppo e con ALn 663.